# Judith Scott (Schauspielerin, 1965)
Judith Scott (* 22. Dezember 1965 in Fort Bragg, North Carolina) ist eine US-amerikanische Schauspielerin.

## Leben
Scott ist durch zahlreiche Auftritte in Fernsehserien bekannt. Zu ihren größeren Serienrollen der 1990er- und 2000er-Jahre zählen die Nina in der Arztserie L.A. Doctors (1998–1999), die Dr. Jenna Williams in CSI: Den Tätern auf der Spur (2000–2001), die Lou Beckett in der Science-Fiction-Serie Jake 2.0 (2003–2004) und die Lt. Esme Pascal in der Krimi- bzw. Dramaserie Dexter (2006–2007). Von 2017 bis 2019 verkörperte sie die Claudia Crane in der Krimi- bzw. Dramaserie Snowfall. Seit 2018 ist sie als Janelle Cooper in der Sport-Dramaserie All American zu sehen.
Zu den Filmen, in denen sie spielte, gehören Die Unglücksritter (1990), Heißer Asphalt (1994), Santa Clause – Eine schöne Bescherung (1994), Running Out – Countdown des Todes (1995), Soul Survivor (1995), Dunston – Allein im Hotel (1996), Vampires Anonymous (2003), Guess Who – Meine Tochter kriegst du nicht! (2005) und Ingenious – Man braucht nur eine gute Idee (2009).

## Filmografie

### Filme
- 1990: Die Unglücksritter (Opportunity Knocks)
- 1994: Flucht in die Freiheit (Race to Freedom: The Underground Railroad, Fernsehfilm)
- 1994: Heißer Asphalt (Boulevard)
- 1994: Geschändet hinter Gittern (Against Their Will: Women in Prison, Fernsehfilm)
- 1994: Santa Clause – Eine schöne Bescherung (The Santa Clause)
- 1995: Running Out – Countdown des Todes (No Contest)
- 1995: Liebe bis in den Tod (Friends at Last, Fernsehfilm)
- 1995: Soul Survivor
- 1996: Dunston – Allein im Hotel (Dunston Checks In)
- 1997: Rätselhaftes Verschwinden – Ein Alptraum wird wahr (A Nightmare Come True, Fernsehfilm)
- 1998: Todesflug 1602 – Als der Himmel einstürzte (A Wing and a Prayer, Fernsehfilm)
- 1998: Murder at 75 Birch (Fernsehfilm)
- 2003: Vampires Anonymous
- 2005: Guess Who – Meine Tochter kriegst du nicht! (Guess Who)
- 2005: Flightplan – Ohne jede Spur (Flightplan)
- 2007: Das perfekte Verbrechen (Fracture)
- 2009: Ingenious – Man braucht nur eine gute Idee (Ingenious)
- 2012: The Longer Day of Happiness
- 2017: Kings
- 2018: Blue
- 2019: Surveillance (Fernsehfilm)
- 2020: Bad Hair
- 2021: The Little Things

### Fernsehserien
- 1991: Hammerman (Stimme)
- 1992: Top Cops (eine Folge)
- 1992: E.N.G. (eine Folge)
- 1993: Matrix (eine Folge)
- 1994: RoboCop (RoboCop: The Series, eine Folge)
- 1994: Ein Mountie in Chicago (Due South, eine Folge)
- 1995: Nick Knight – Der Vampircop (Forever Knight, eine Folge)
- 1995: The Preston Episodes (5 Folgen)
- 1996: Living Single (eine Folge)
- 1998: The Wonderful World of Disney (eine Folge)
- 1998–1999: L.A. Doctors (10 Folgen)
- 1999–2000: Sechs unter einem Dach (Get Real, 2 Folgen)
- 2000: Family Law (eine Folge)
- 2000: Für alle Fälle Amy (Judging Amy, eine Folge)
- 2000–2001: CSI: Den Tätern auf der Spur (CSI: Crime Scene Investigation, 6 Folgen)
- 2001: FreakyLinks (eine Folge)
- 2001: Akte X – Die unheimlichen Fälle des FBI (The X-Files, eine Folge)
- 2001: Crossing Jordan – Pathologin mit Profil (Crossing Jordan, eine Folge)
- 2002: The Bernie Mac Show (eine Folge)
- 2002: 24 (eine Folge)
- 2002: The Guardian – Retter mit Herz (The Guardian, eine Folge)
- 2002: For the People (eine Folge)
- 2002: Frasier (eine Folge)
- 2003: Oliver Beene (eine Folge)
- 2003–2004: Jake 2.0 (16 Folgen)
- 2004: Without a Trace – Spurlos verschwunden (Without a Trace, eine Folge)
- 2006: Criminal Minds (eine Folge)
- 2006: Monk (eine Folge)
- 2006: Emergency Room – Die Notaufnahme (ER, eine Folge)
- 2006: Cold Case – Kein Opfer ist je vergessen (Cold Case, eine Folge)
- 2006–2007: Dexter (5 Folgen)
- 2007: Close to Home (eine Folge)
- 2007: Shark (eine Folge)
- 2008: Numbers – Die Logik des Verbrechens (Numb3rs, eine Folge)
- 2008: One Tree Hill (eine Folge)
- 2008: Lincoln Heights (3 Folgen)
- 2008: The Cleaner (2 Folgen)
- 2009: Dr. House (House, eine Folge)
- 2009: Hawthorne (eine Folge)
- 2009: House of Payne (eine Folge)
- 2010: Saving Grace (eine Folge)
- 2010: Detroit 1-8-7 (eine Folge)
- 2011: Dr. Dani Santino – Spiel des Lebens (Necessary Roughness, eine Folge)
- 2011–2012: Castle (3 Folgen)
- 2012: CSI: Miami (eine Folge)
- 2012: Franklin & Bash (eine Folge)
- 2016: Murder in the First (eine Folge)
- 2017: How to Get Away with Murder (eine Folge)
- 2017–2019: Snowfall (11 Folgen)
- 2018: The Arrangement (eine Folge)
- seit 2018: All American
- 2023: Magnum P.I (zwei Folgen)